# Gigante blu
Una gigante blu è una stella gigante o una stella gigante brillante (classi III o II della classificazione spettrale di Yerkes) che ha un'alta temperatura superficiale (solitamente 10000 K o più). Queste stelle si collocano quindi nel diagramma H-R poco più a destra delle stelle che si trovano nella parte alta della sequenza principale.
Sebbene tutte le giganti blu si collochino nella stessa regione del diagramma H-R, esse sono in realtà costituite da gruppi non omogenei fra loro, aventi poco in comune se non il fatto di essere costituiti da stelle evolute, che hanno abbandonato la sequenza principale. I due gruppi più numerosi sono quello delle stelle di grande massa che hanno abbandonato da poco la sequenza principale e che si apprestano a divenire giganti rosse o supergiganti e quello delle più calde stelle appartenenti al ramo orizzontale delle giganti.
Le giganti blu sono molto più rare delle giganti rosse o perché evolvono da stelle massicce, che sono poco numerose, o perché rappresentano uno stadio astronomicamente breve dell'evoluzione stellare.

## Proprietà
Il termine gigante blu si applica a gruppi differenti di stelle. Esse hanno tuttavia in comune alcune caratteristiche, quali quelle di appartenere alle classi spettrali O e B  ossia di avere temperature superficiali dai 10000 K in su, e di porsi vicino ma comunque alla destra della sequenza principale, ossia di avere temperature leggermente inferiori alle stelle di sequenza principale aventi corrispondente luminosità. Esse hanno inoltre atmosfere più rarefatte delle stelle di sequenza principale, in conseguenza di una espansione subita dalla stella.
I due gruppi principali che si collocano in questa zona del diagramma H-R sono le stelle di grande massa che sono appena fuoriuscite dalla sequenza principale e le stelle che si pongono all'estremità sinistra del ramo orizzontale.

## Stelle massicce

Bellatrix, una gigante blu massiccia.

Le stelle del primo gruppo sono astri con una massa almeno doppia rispetto a quella del Sole che sono di recente uscite dalla sequenza principale e che hanno di conseguenza moderatamente aumentato la loro luminosità e le loro dimensioni. Hanno magnitudini assolute 0 o negative, un raggio 5-10 volte quello solare, molto più piccolo di quello delle giganti rosse, che può essere decine o centinaia di volte quello del Sole.
Solitamente, con l'esaurimento dell'idrogeno nei loro nuclei, le stelle massicce diventano prima subgiganti blu, poi giganti blu, per poi diventare giganti rosse o supergiganti rosse a seconda della massa. La classe di luminosità di una stella è assegnata mediante le linee spettrali che sono sensibili alla gravità superficiale della stella. Più la stella è espansa, minore è la sua gravità superficiale. Pertanto, le stelle le cui linee spettrali indicano una minore gravità superficiale vengono assegnate alla classe "I" delle supergiganti, mentre quelle con maggiore gravità superficiale vengono assegnate alla "II" (giganti brillanti) o alla "III" (giganti) o alla "IV" (subgiganti). Poiché le stelle molto espanse hanno una grande superficie radiante, esse sono solitamente anche più luminose di quelle meno espanse e quindi la successione I - II - III - IV può essere interpretata anche come l'assegnazione di una stella fuoriuscita dalla sequenza principale a una classe di luminosità, essendo la I la classe più luminosa e la IV la meno luminosa.
Tuttavia questo quadro vale solo per le stelle di massa media e piccola. Infatti, più una stella è massiccia, meno incrementa la sua luminosità fuoriuscendo dalla sequenza principale. Quindi mentre le stelle meno massicce si spostano verso destra e verso l'alto nel diagramma H-R (diminuiscono cioè la loro temperatura superficiale ma aumentano la loro luminosità), le stelle più massicce percorrono orizzontalmente il diagramma in direzione della zona delle supergiganti rosse, diminuendo la loro temperatura superficiale, ma non aumentando la loro luminosità. Le stelle massicce nella fase di gigante e supergigante, pertanto, tendono ad avere luminosità simili alle stelle di sequenza principale da cui si sono evolute. Non c'è un limite superiore alla temperatura superficiale delle giganti blu, ma nelle stelle di classe O, specie in quelle delle prime sottoclassi, la distinzione fra stelle di sequenza principale, stelle giganti e stelle supergiganti diventa sempre più difficile da stabilire perché le stelle giganti e supergiganti tendono ad avere temperature e luminosità identiche a quelle di sequenza principale da cui evolvono in tempi molto brevi dal punto di vista astronomico.
Poiché le stelle massicce evolvono molto velocemente e hanno esistenze relativamente brevi, molte giganti blu si trovano all'interno di associazioni OB, gruppi di stelle di classe O o B giovani e legate molto blandamente fra loro.

## Ramo orizzontale

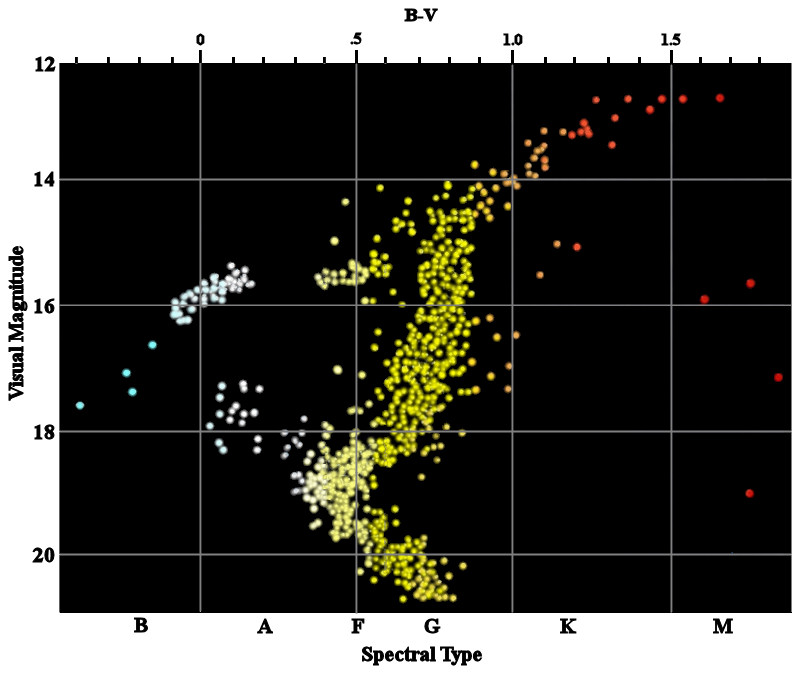
Un digramma colore-magnitudine dell'ammasso globulare M3. Il ramo orizzontale giace più o meno all'altezza di V=16 alla sinistra di B-V = 0,7. Il gap nel ramo orizzontale fra B-V = 0,1 e B-V = 0,4 è in realtà popolato dalle variabili RR Lyrae. Alla sinistra del gap si dispongono le giganti blu appartenenti al ramo orizzontale.

Le stelle di massa media e piccola, fuoriuscendo dalla sequenza principale, entrano nel ramo delle giganti rosse, caratterizzato da astri aventi un nucleo, sovente degenerato, di elio, in cui non avvengono reazioni nucleari, e circondato da un inviluppo di idrogeno che fonde in elio. Durante questa fase della loro evoluzione le stelle aumentano le loro dimensioni e la loro luminosità, ma diminuiscono la loro temperatura superficiale, spostandosi verso l'alto e verso destra nel diagramma H-R. Quando la temperatura del nucleo raggiunge valori consoni, si innesca la fusione dell'elio in carbonio. Ciò porta ad una espansione del nucleo stellare, che corrisponde a una contrazione degli strati superficiali della stella e a un nuovo aumento della temperatura superficiale. Le stelle di questo tipo, appartenenti al ramo orizzontale delle giganti, si riavvicinano così, nel diagramma H-R, alla sequenza principale. Esse si dispongono nel diagramma in una banda più o meno orizzontale, cioè composta da astri che hanno più o meno la stessa luminosità, ma differenti temperature.
Il fattore principale, sebbene non unico, che determina la posizione della stella nel ramo orizzontale è la metallicità. Le stelle di popolazione I, aventi un'alta metallicità, tendono a disporsi a destra nella banda, vicino al ramo delle giganti rosse, e a raccogliersi nel cosiddetto red clump (letteralmente: gruppo rosso). Le stelle aventi metallicità intermedia si dispongono nel mezzo del ramo orizzontale, dove questo incrocia la striscia di instabilità. Esse sono quindi stelle variabili, in particolare del tipo RR Lyrae. Infine, le stelle meno ricche di metalli, appartenenti alla popolazione II, si dispongono nella parte sinistra del ramo, essendo le più calde. Essendo di classe O o B, esse sono definite giganti blu. Sebbene si trovino nella stessa zona del diagramma delle stelle massicce appena uscite dalla sequenza principale, esse sono molto diverse da quest'ultime, essendo stelle vecchie, di massa media o piccola, che fondono l'elio in carbonio.
Tuttavia, l'estremo blu del ramo orizzontale presenta alcuni problemi di interpretazione. In primo luogo, esso esibisce a volte una "coda blu" costituita da stelle di luminosità più bassa o un "gancio blu" costituito da stelle di luminosità più alta rispetto alle altre appartenenti al ramo orizzontale. Almeno alcune delle stelle che costituiscono la coda o il gancio non sono stelle che stanno fondendo l'elio in carbonio, ma probabilmente stelle post-AGB che hanno cessato le loro reazioni nucleari e che si apprestano a divenire delle nane bianche. Queste stelle possono sperimentare impulsi termici, simili a quelli che caratterizzano regolarmente le stelle del ramo asintotico, e che riaccendono il sottile involucro di idrogeno residuo. Tali impulsi fanno innalzare la loro temperatura superficiale e le riportano nella zona delle stelle del ramo orizzontale e poi del ramo asintotico.

## Altre stelle
Le giganti blu vanno distinte da altre stelle evolute che si collocano nella parte sinistra del diagramma H-R. Le stelle di Wolf-Rayet si distinguono per le loro temperature superficiali molto elevate e per prominenti linee spettrali di emissione dell'elio e dell'azoto. Le stelle post-AGB, che stanno formando nebulose planetarie, sono simili alle Wolf-Rayet, ma sono meno massicce e meno luminose. Le vagabonde blu sono osservabili in ammassi aperti o in ammassi globulari in cui le stelle di sequenza principale della loro luminosità avrebbero già dovuto evolversi in giganti o supergiganti e sono probabilmente il frutto della fusione di due stelle. Le supergiganti blu sono invece lo stadio successivo dell'evoluzione delle giganti blu più massicce e si distinguono da queste per i loro spettri che testimoniano una maggiore espansione.
Un gruppo del tutto teorico di stelle è quello delle nane rosse evolute. Essendo totalmente convettive, esse rimescolano continuamente l'elio prodotto dalle reazioni nucleari che avvengono nei loro nuclei. Con l'aumento della percentuale di elio, esse divengono più calde e luminose. Sebbene fra diversi miliardi di anni esse diverranno più calde del Sole, non diverranno mai più luminose della nostra stella e quindi saranno molto differenti dalle giganti blu attualmente esistenti. Quando l'idrogeno sarà esaurito diverranno delle nane bianche all'elio.